# Sachniwzi (Schepetiwka)
Sachniwzi (ukrainisch Сахнівці; russisch Сахновцы Sachnowzy, polnisch Sachnowce) ist ein Dorf im Norden der ukrainischen Oblast Chmelnyzkyj mit etwa 300 Einwohnern.

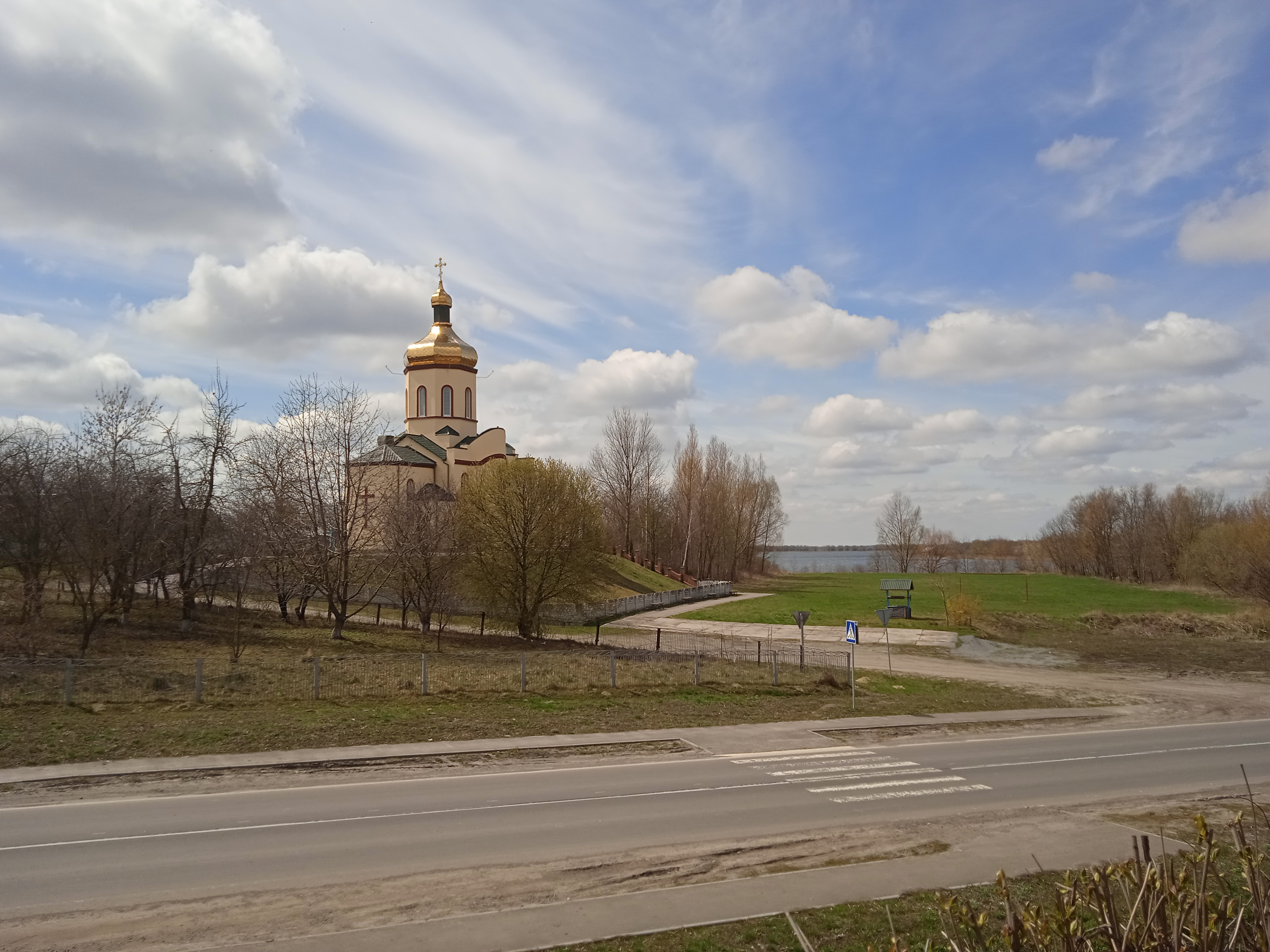
Kirche im Ort

Das Dorf wurde 1601 zum ersten Mal schriftlich erwähnt und liegt an Fluss Chomora, der südlich des Ortes zu einem See angestaut ist, 27 Kilometer südwestlich der Rajonshauptstadt Schepetiwka und 61 Kilometer nördlich der Oblasthauptstadt Chmelnyzkyj, die ehemalige Rajonshauptstadt Isjaslaw liegt 17 Kilometer nördlich des Ortes.

## Verwaltungsgliederung
Am 30. August 2019 wurde das Dorf zum Zentrum der neugegründeten Landgemeinde Sachniwzi (Сахновецька сільська громада/Sachnowezka silska hromada). Zu dieser zählten auch die 7 Dörfer Kropywna, Mala Medwediwka, Sochuschynzi, Tarassiwka, Ternawka, Wlaschaniwka und Welyki Pusyrky, bis dahin bildete es zusammen mit den Dörfern Kropywna und Wlaschaniwka die gleichnamige Landratsgemeinde Sachniwzi (Сахновецька сільська рада/Sachnowezka silska rada) im Süden des Rajons Isjaslaw.
Am 12. Juni 2020 kamen noch weitere 16 in der untenstehenden Tabelle aufgelistete Dörfer zum Gemeindegebiet.
Am 17. Juli 2020 kam es im Zuge einer großen Rajonsreform zum Anschluss des Rajonsgebietes an den Rajon Schepetiwka.
Folgende Orte sind neben dem Hauptort Sachniwzi Teil der Gemeinde:
| Name                     | Name            | Name                                 |
| ukrainisch transkribiert | ukrainisch      | russisch                             |
| ------------------------ | --------------- | ------------------------------------ |
| Bejsymy                  | Бейзими         | Бейзимы (Beisimy)                    |
| Dankiwzi                 | Даньківці       | Даньковцы (Dankowzy)                 |
| Chrystiwka               | Христівка       | Христевка (Christewka)               |
| Hryhoriwka               | Григорівка      | Григоровка (Grigorowka)              |
| Kalyniwka                | Калинівка       | Калиновка (Kalinowka)                |
| Kropywna                 | Кропивна        | Крапивна (Krapiwna)                  |
| Lischtschany             | Ліщани          | Лещаны (Leschtschany)                |
| Mala Medwediwka          | Мала Медведівка | Малая Медведевка (Malaja Medwedewka) |
| Myrne                    | Мирне           | Мирное (Mirnoje)                     |
| Nowe Selo                | Нове Село       | Новое Село (Nowoje Selo)             |
| Pylky                    | Пильки          | Пильки (Pilki)                       |
| Schewtschenka            | Шевченка        | Шевченко (Schewtschenko)             |
| Smorschky                | Сморшки         | Сморшки (Smorschki)                  |
| Sochuschynzi             | Сохужинці       | Сохужинцы (Sochuschinzy)             |
| Swyrydy                  | Свириди         | Свириды (Swiridy)                    |
| Tarassiwka               | Тарасівка       | Тарасовка (Tarassowka)               |
| Telischynzi              | Теліжинці       | Тележинцы (Teleschinzy)              |
| Ternawka                 | Тернавка        | Тернавка                             |
| Tschepzi                 | Чепці           | Чепцы (Tschepzy)                     |
| Tschyschiwka             | Чижівка         | Чижовка (Tschischowka)               |
| Welyki Pusyrky           | Великі Пузирки  | Великие Пузырьки (Welikije Pusyrki)  |
| Wlaschaniwka             | Влашанівка      | Влашановка (Wlaschanowka)            |